# Richard Hesse (General)

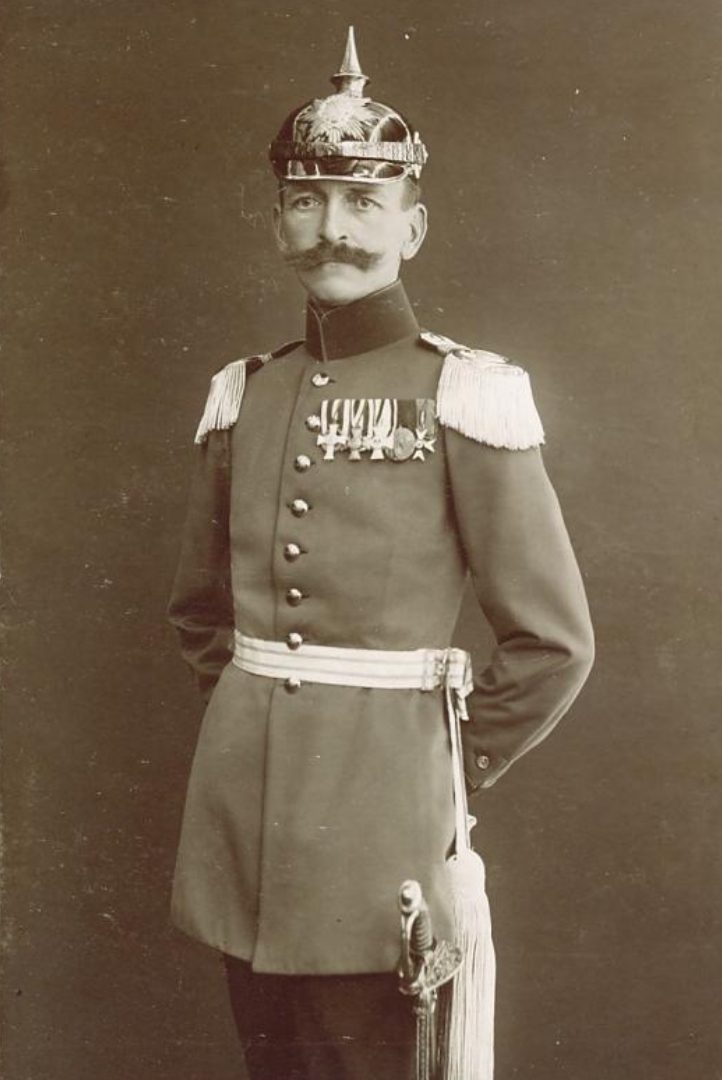
Richard Hesse

Carl August Richard Hesse (* 27. Dezember 1861 in Osterode; † unbekannt) war ein sächsischer Generalmajor.

## Leben

### Karriere
Hesse wurde am 24. November 1881 zum Fähnrich bei der 11. Kompanie des Infanterie-Regiment „König Ludwig III. von Bayern“ (3. Königlich Sächsisches) Nr. 102 der sächsischen Armee ernannt. In dieser Position avancierte er am 13. Oktober 1882 zum Leutnant. In den folgenden Jahren wurde er in die 9. Kompanie des Regiments verlegt und diente später unter Versetzung in die 2. Kompanie als Adjutant des II. Bataillons des 3. Landwehr-Infanterie-Regiments Nr. 102 in Zittau. In dieser Position wurde er am 20. November 1888 zum Oberleutnant befördert. Er wurde darauf in das 4. Infanterie-Regiment Nr. 103 verlegt.
Er avancierte am 18. September 1893 zum Hauptmann und Kompaniechef der 2. Kompanie seines Regiments. Er verblieb die nächsten Jahre im Regiment und wurde nach Beförderung zum Major am 23. April 1904 als Bataillonskommandeur des II. Bataillons in das Infanterie-Regiment „König Wilhelm II. von Württemberg“ (6. Königlich Sächsisches) Nr. 105 versetzt. Nach weiterer Beförderung zum Oberstleutnant am 11. Juli 1910 wurde er als etatsmäßiger Stabsoffizier zum Stabe des Infanterie-Regiment „König Georg“ (7. Königlich Sächsisches) Nr. 106 abkommandiert. Unter Verleihung des Charakters eines Oberst am 20. März 1912 wurde er zur Disposition gestellt und der Landwehr überführt. Er diente dort ab dem 26. April 1912 Kommandeur des Landwehrbezirk Wurzen und wurde im Mai desselben Jahres mit dem Ritterkreuz I. Klasse des sächsischen Verdienstordens ausgezeichnet.
Nach Ausbruch des Ersten Weltkrieges wurde Oberst Hesse zum Bataillonskommandeur innerhalb des XXVII. Reserve-Korps ernannt und dabei am 21. Oktober 1914 bei den schweren Kämpfen um Becelaere an der Westfront durch einen Lungenschuss leicht verwundet. Im Dezember 1914 wurde er mit dem Eisernen Kreuz II. Klasse ausgezeichnet. Ab dem 5. März 1915 führte er deshalb das Königlich-Sächsische Ersatz-Infanterie-Regiment Nr. 24 und konnte sich so unter anderem mit seinem Regiment im Herbst 1915 um einen Kilometer vordringen, was sich für verstärkte Artilleriebeschießungen der deutschen Truppen deutlich praktisch erwies. Er wurde deshalb am 14. Januar 1916 mit dem Ritterkreuz des Militär-St.-Heinrichs-Ordens ausgezeichnet. Er wurde im Laufe des Krieges zum Generalmajor ernannt.